# 米亞內 (伊朗)

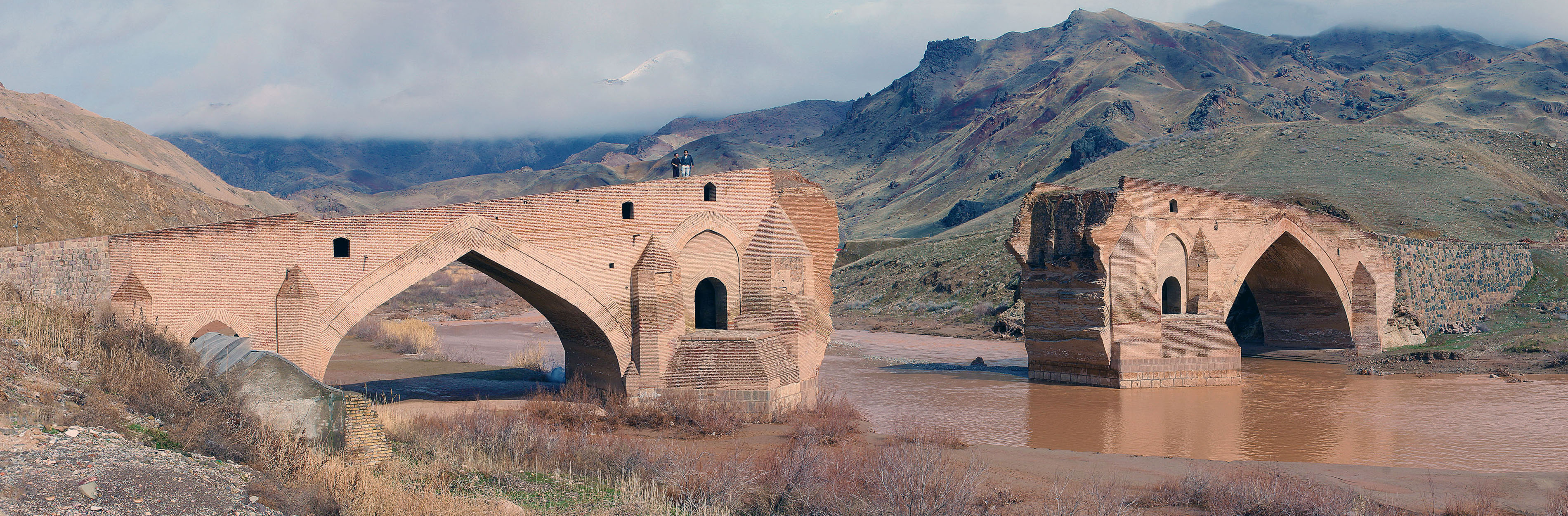
米亚内女儿桥

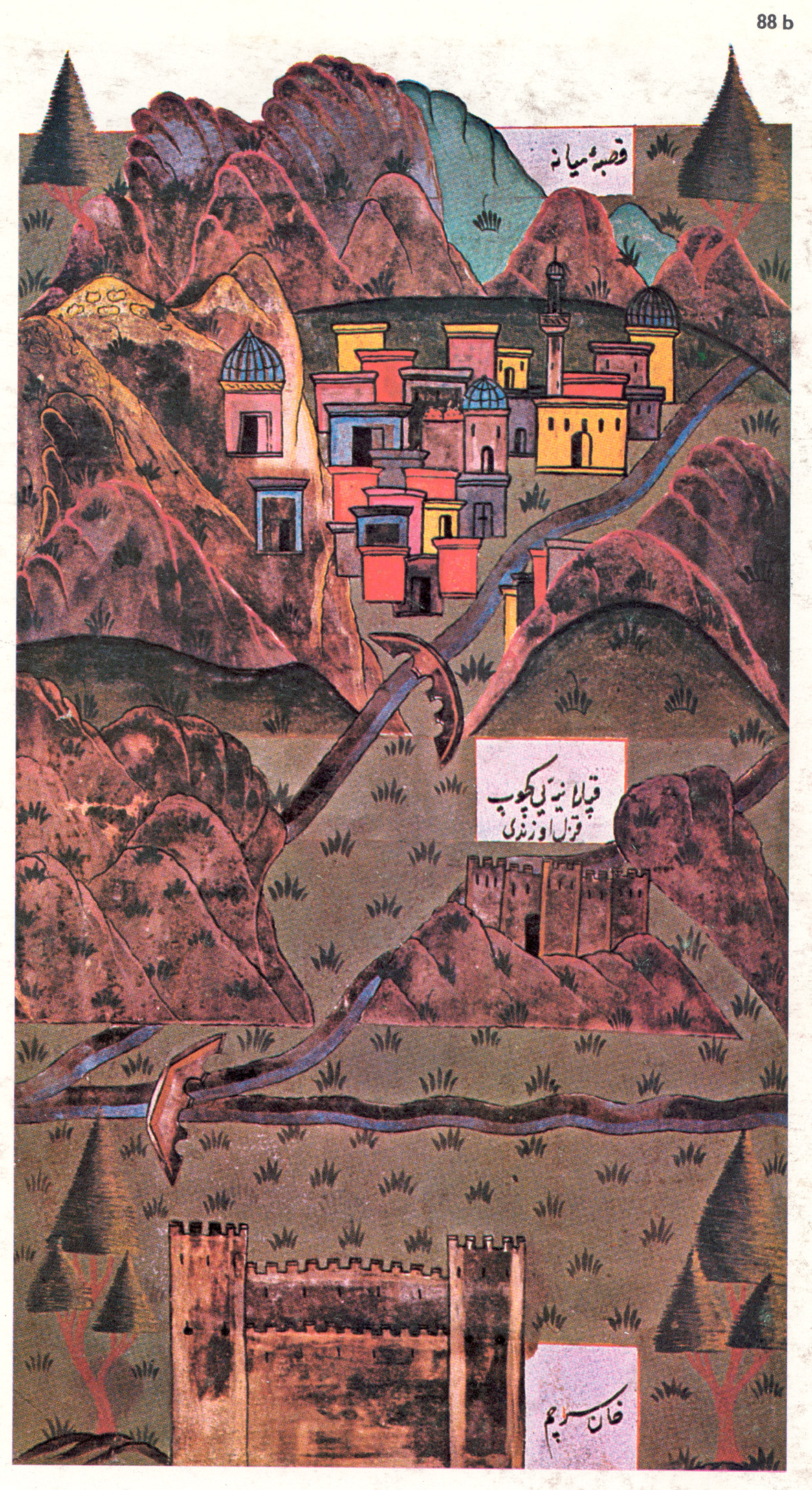
16世纪的米亚内地图

米亞內（Meyaneh）是伊朗的城市，位於該國西北部，由东阿塞拜疆省負責管轄，距離首都德黑蘭439公里，主要農作物是高粱。2006年人口87,385人，22,728个家庭。是該省人口第四大城市。
米亚内坐落在一个山谷中。城市的原名Miyana，阿拉伯入侵伊朗后，它被改为Miyanej。米亚内位于德黑兰西北约439公里，东阿塞拜疆省最大的城市和首都大不里士东南约187公里。 米亚内是该地区最古老的城市之一，它创建的日期可以追溯到伊朗前伊斯兰时代和米底王国的出现。这个城市曾经是经济和文化的交汇点。

## 名人
当地名人包括伊朗电影新浪潮运动的代表人物贾法尔·帕纳希，作品包括《白气球》、《生命的圆圈》、《深红的金子》等。